# Punta Varas
Punta Varas ist ein Felsenkliff an der Südostküste von Greenwich Island im Archipel der Südlichen Shetlandinseln. Es ragt 720 m südöstlich des Spit Point am Ende des Oborishte Ridge an der Basis des Provadiya Hook auf.
Wissenschaftler der 6. Chilenischen Antarktisexpedition (1951–1952) benannten es nach dem Mediziner Armando Varas Espejo (* 1925), Chirurg an Bord der Angamos bei dieser Forschungsreise.